# 施泰因豪瑟伯格巴赫河
51°15′11″N 7°16′0″E / 51.25306°N 7.26667°E
施泰因豪瑟伯格巴赫河（德語：Steinhauserbergbach），是德國的河流，位於該國西部，處於北萊茵-威斯特法倫州，屬於伍珀河的右支流，河道全長0.8公里，河畔城鎮有伍珀塔爾。